# Gers
Gers é um departamento da França localizado na região da  Occitânia. Sua capital é a cidade de Auch.
O nome do departamento é-lhe dado pelo rio Gers, afluente da margem esquerda do rio Garona.